# Daniel Paul Schreber
Daniel Paul Schreber (Leipzig, 25 de juliol de 1842 - 14 d'abril de 1911) va ser un jutge alemany que va patir el que aleshores es va diagnosticar com dementia praecox. Ell va descriure el seu segon període de la malaltia mental (1893–1902), fent també una breu referència al seu primer període de malaltia (1884–1885) en el seu llibre Memòries de la meva malaltia nerviosa (en l'original en alemany: Denkwürdigkeiten eines Nervenkranken). Aquestes Memòries van esdevenir un llibre influent en la història de la psiquiatria i de la psicoanàlisi gràcies a la interpretació que en va fer Sigmund Freud.
Durant el seu segon període de malaltia va ser tractat per Paul Flechsig (de la Clínica de Leipzig) Pierson (de Lindenhof), i Guido Weber (del Royal Public Asylum, Sonnenstein).

## Interpretació feta per Freud
Malgrat que Freud mai es va entrevistar amb Schreber, sí que va llegir les seves Memòries i en va teure conclusions. Freud creia que les molèsties de Schreber eren el resultat de la repressió dels seus desitjos homosexuals, la repressió també l'hauria portat a patir al·lucinacions. Per tant, Freud va concloure que podria ser necessari introduir una nova noció de diagnòstic: la de demència paranoide.
La interpretació que en va fer Freud va ser contestada per un gran nombre de teòrics, la més notable va ser la de Gilles Deleuze i Félix Guattari en el seu llibre Anti-Oedipus.